# Reçu
 (mars 2023).
Si vous disposez d'ouvrages ou d'articles de référence ou si vous connaissez des sites web de qualité traitant du thème abordé ici, merci de compléter l'article en donnant les références utiles à sa vérifiabilité et en les liant à la section « Notes et références ».

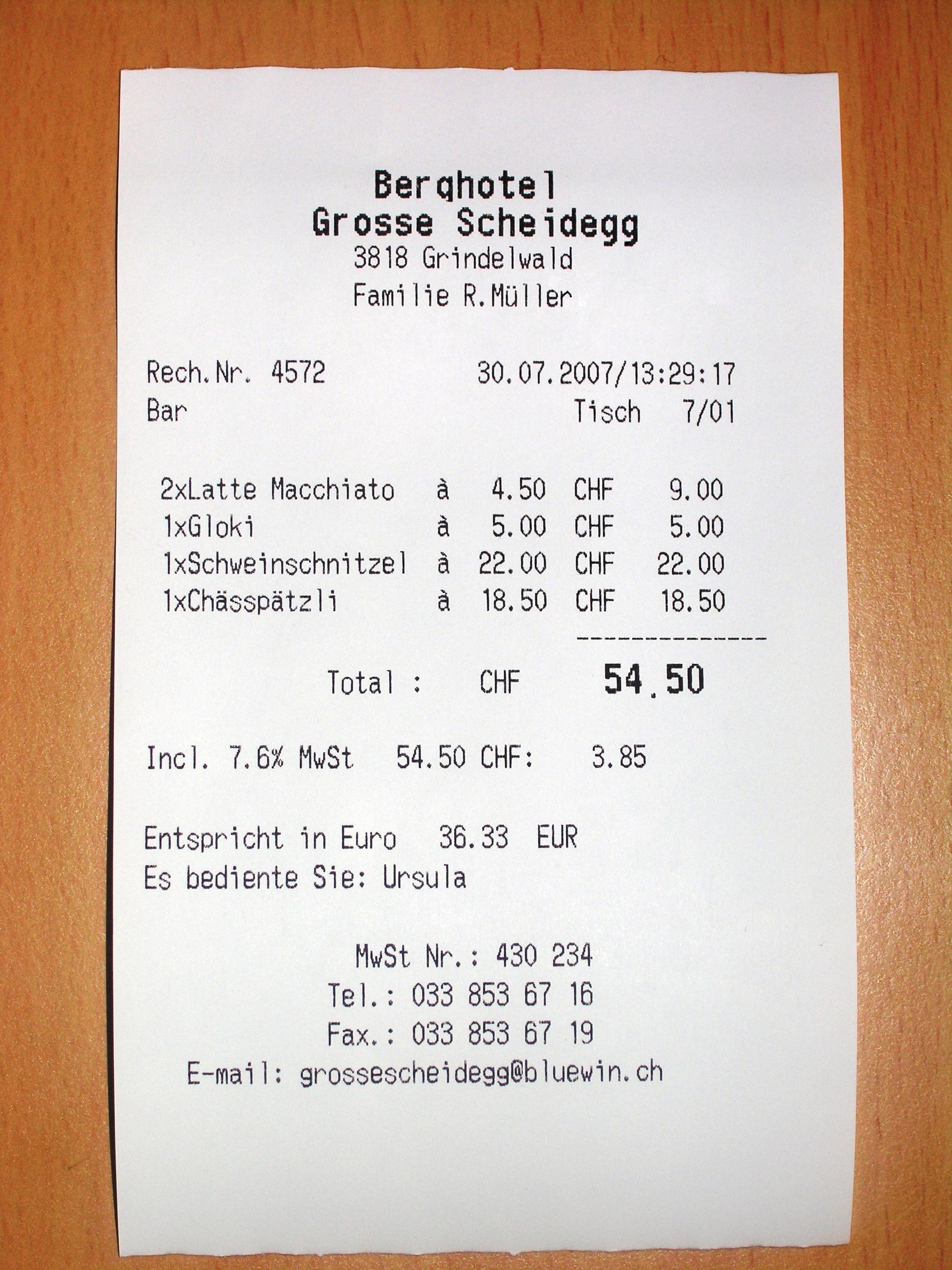

Un reçu est un document sous par lequel on reconnaît avoir reçu quelque chose. Il s'agit généralement d'une facture ou d'une copie de facture remise par le vendeur pour l'acheteur et affichant les mentions « livré » ou « payé ».
Dans le cas du commerce de détail, il s'agit le plus souvent d'un ticket de caisse par lequel le vendeur reconnaît avoir encaissé le montant de la vente et l'acheteur reconnaît implicitement avoir pris possession de l'objet de la vente.
Un reçu est généralement utilisé par l'acheteur comme preuve d'achat pour faire valoir des droits à garantie, échange ou remboursement.
Un reçu peut également être émis lors d'un paiement par carte bancaire.